# Христо Бабаеленов
Христо Иванов Бабаеленов или Бабаленов е български революционер, деец на Вътрешната македоно-одринска революционна организация.

## Биография
Бабаленов е роден в 1870 година в костурското село Куманичево, тогава в Османската империя, днес Лития, Гърция. В 1901 година влиза във ВМОРО и е назначен за десетник. С неговата чета пренася пушки, посреща нелегалните чети и се притича на помощ на сражаващи се в района. В началото на 1903 година е назначен за селски войвода и председател на революционния комитет в Куманичево от костурското градско началство – Михаил Николов Розов и Коце Ципушев.
През Илинденско-Преображенското въстание е войвода на Куманичката чета от 40 души. Разделя четата си на четири групи с по един десетник: Спиро Динев Русев, Диаманди Ангелинов, Яни Козарев и Киро Мичов. На 21 юли се сражават с войска и башибозук над Куманичево, след което четата му се присъединява към отряда на Васил Чекаларов, Пандо Кляшев, Иван Попов и Никола Андреев (Алай бей). На 22 юли Куманичевската чета участва в сражението за превземането на градеца Клисура. На 12 и 13 август участва и в превземането на градеца Невеска. На 14 август участва в голямото сражение в планината Върбица над село Загоричани. След Върбишкото сражение се изтегля на север и на 15-16 септември участва в двудневното сражение над Пожарско под началството на Лазар Поптрайков, Михаил Николов Розов, Манол Розов и Иван Попов. След него се изтегля към Мариово, минават река Черна на завоя при Скочивир и дават сражение при Чанище. След това сражение, началството решава да разформирова четите. Част от четниците тръгват към Свободна България, част към селата си. Бабаеленов заедно с Костадин Пандов и Спиро Динев Русев укриват оръжието си в Куманичено и при Еласона минават турско-гръцката граница и от Пирея с параход заминават за България.
На 19 февруари 1943 година, като жител на Варна, подава молба за българска народна пенсия, която е одобрена и пенсията е отпусната от Министерския съвет на Царство България.